# ویکتور راشوویچ
ویکتور راشوویچ (سیریلیک صربی: Виктор Рашовић؛ زادهٔ ۱۳ اوت ۱۹۹۳) بازیکن واترپلو اهل صربستان است.